# Sphex servillei
Sphex servillei är en biart som beskrevs av Lepeletier de Saint Fargeau 1845. Sphex servillei ingår i släktet Sphex och familjen grävsteklar. Inga underarter finns listade i Catalogue of Life.